# Дембник (Малопольське воєводство)
Дембник (пол. Dębnik) — село в Польщі, у гміні Кшешовиці Краківського повіту Малопольського воєводства.
Населення — 100 осіб (2011).
У 1975-1998 роках село належало до Краківського воєводства.

## Демографія
Демографічна структура станом на 31 березня 2011 року:
|          | Загалом | Допрацездатний вік | Працездатний вік | Постпрацездатний вік |
| -------- | ------- | ------------------ | ---------------- | -------------------- |
| Чоловіки | 52      | 9                  | 33               | 10                   |
| Жінки    | 48      | 6                  | 30               | 12                   |
| Разом    | 100     | 15                 | 63               | 22                   |